# 藤田のぞみ
藤田 のぞみ（ふじた のぞみ、1992年2月21日 - ）は、島根県松江市出身の元女子サッカー選手。ポジションはミッドフィールダー。

## 経歴
兄と父の影響で、小学1年からサッカーを始めた。
2010年、浦和レッズレディースに入団。初年度から14試合に出場し、なでしこリーグ新人賞を受賞した。また、7月にドイツで開催されたFIFA U-20女子ワールドカップでは、ボランチとして全3試合にフル出場を果たした。2011年開催のAFC U-19女子アジア選手権及び、2012年日本開催のFIFA U-20女子ワールドカップでは日本女子代表のキャプテンを務めた。
2014年シーズンのスタート時から体調不良が続き、7月頃にオーバートレーニング症候群と診断され、長期離脱を余儀なくされた。
2015年シーズンは回復が見られ、3月28日のなでしこリーグ開幕戦のINAC神戸レオネッサ戦にベンチ入りし、4月4日に行われた開幕第二戦のジェフユナイテッド市原・千葉レディース戦の後半40分に交代出場した。しかしその後、5月頃から再び体調が悪化してチームを離脱。そのままシーズン終了まで復帰することが出来なかった。
2016年1月16日、自身の体調面の回復状況などを考慮して現役を引退することを表明した。
2016年シーズンは、父親が監督を務める地元のクラブチーム松江シティRagazza（当時、島根県女子サッカーリーグ所属）に加入し、現役復帰した。リーグ第3節の明誠高校戦で復帰後初得点を挙げた。
2017年シーズンより、岡山湯郷Belleに加入。
2018年シーズンより、オルカ鴨川FCに加入。同年限りで鴨川を退団し、現役引退した。
引退後は、ワーキング・ホリデーで渡豪するも新型コロナウイルスの影響で帰国。日本全国を旅する傍らプログラミングを勉強し、現在は旅するエンジニアとして活動している。

## 所属クラブ
- レディースフットボールクラブファイヤーズ
- 城東ジュニアフットボールクラブ
- 城南レディース（現・松江シティRagazza）
- 松江市立第二中学校
- 城南レディース
- 日ノ本学園高等学校
- 2010年 - 2015年  浦和レッズレディース
- 2016年  松江シティRagazza
- 2017年  岡山湯郷Belle
- 2018年  オルカ鴨川FC

## 個人成績
| 国内大会個人成績 | 国内大会個人成績 | 国内大会個人成績 | 国内大会個人成績 | 国内大会個人成績 | 国内大会個人成績 | 国内大会個人成績 | 国内大会個人成績 | 国内大会個人成績 | 国内大会個人成績 | 国内大会個人成績 | 国内大会個人成績 |
| 年度             | クラブ           | 背番号           | リーグ           | リーグ戦         | リーグ戦         | リーグ杯         | リーグ杯         | オープン杯       | オープン杯       | 期間通算         | 期間通算         |
| 年度             | クラブ           | 背番号           | リーグ           | 出場             | 得点             | 出場             | 得点             | 出場             | 得点             | 出場             | 得点             |
| 日本             | 日本             | 日本             | 日本             | リーグ戦         | リーグ戦         | リーグ杯         | リーグ杯         | 皇后杯           | 皇后杯           | 期間通算         | 期間通算         |
| ---------------- | ---------------- | ---------------- | ---------------- | ---------------- | ---------------- | ---------------- | ---------------- | ---------------- | ---------------- | ---------------- | ---------------- |
| 2007             | 日ノ本高         | 8                | -                | -                | -                | -                | -                | 2                | 0                | 2                | 0                |
| 2009             | 日ノ本高         | 10               | -                | -                | -                | -                | -                | 1                | 0                | 1                | 0                |
| 2010             | 浦和L            | 13               | なでしこ         | 14               | 1                | 3                | 1                | 4                | 0                | 21               | 2                |
| 2011             | 浦和L            | 13               | なでしこ         | 7                | 0                | -                | -                | 0                | 0                | 7                | 0                |
| 2012             | 浦和L            | 7                | なでしこ         | 8                | 1                | 2                | 1                | 2                | 0                | 12               | 2                |
| 2013             | 浦和L            | 7                | なでしこ         | 18               | 1                | 7                | 0                | 1                | 0                | 26               | 1                |
| 2014             | 浦和L            | 7                | なでしこ         | 7                | 0                | -                | -                | 0                | 0                | 7                | 0                |
| 2015             | 浦和L            | 7                | なでしこ1部      | 1                | 0                | -                | -                | 0                | 0                | 1                | 0                |
| 2016             | 松江R            | 22               | 島根県           | 5                | 4                | -                | -                | 0                | 0                | 5                | 4                |
| 2017             | 湯郷             | 20               | なでしこ2部      | 9                | 2                | 7                | 1                | 1                | 0                | 17               | 3                |
| 2018             | 鴨川             | 8                | なでしこ2部      | 18               | 1                | 7                | 1                | 2                | 0                | 27               | 2                |
| 通算             | 日本             | 日本             | 1部              | 55               | 3                | 12               | 2                | 7                | 0                | 74               | 5                |
| 通算             | 日本             | 日本             | 2部              | 27               | 3                | 14               | 2                | 3                | 0                | 44               | 5                |
| 通算             | 日本             | 日本             | 島根県           | 5                | 4                | -                | -                | 3                | 0                | 8                | 4                |
| 総通算           | 総通算           | 総通算           | 総通算           | 87               | 10               | 26               | 4                | 13               | 0                | 126              | 14               |

- なでしこリーグ初出場 - 2010年4月4日 福岡J・アンクラス戦 (さいたま市駒場スタジアム)
- なでしこリーグ初得点 - 2010年8月29日 日テレ・ベレーザ戦 (国立西が丘サッカー場)

## タイトル

### 所属チーム
- 松江シティRagazza
  - 島根県女子サッカーリーグ：1回（2016年）

浦和レッズレディース
  - 日本女子サッカーリーグ：1回（2014年）
  - 日韓女子リーグチャンピオンシップ：1回（2010年）

日本代表
  - AFC U-19女子選手権：2回（2009年、2011年）

### 個人
- なでしこリーグ新人賞（2010年）

## 代表歴

### 出場大会
- U-20日本代表
  - 2010年 - 2010 FIFA U-20女子ワールドカップ（グループリーグ敗退）
  - 2012年 - 2012 FIFA U-20女子ワールドカップ（3位）